# Aristofolia lapila
Aristofolia lapila là một loài ruồi trong họ Asilidae. Aristofolia lapila được Ayala miêu tả năm 1978. Loài này phân bố ở vùng Tân nhiệt đới.